# فيلدر جونز
فيلدر جونز (بالإنجليزية: Fielder Jones)‏ هو لاعب كرة قاعدة أمريكي، ولد في 13 أغسطس 1871 في شينغلهوس في الولايات المتحدة، وتوفي في 13 مارس 1934 في بورتلاند في الولايات المتحدة.

## وصلات خارجية
- فيلدر جونز على موقعبيزبول رفرنس.كوم (الدوري الرئيسي) (الإنجليزية)
- فيلدر جونز على موقعبيزبول رفرنس.كوم (الدوري الثانوي) (الإنجليزية)
- فيلدر جونز على موقع جمعية أبحاث البيسبول الأمريكية (الإنجليزية)